# Medalla Nacional de Humanidades
La Medalla Nacional de Humanidades (National Humanities Medal) de los Estados Unidos, inaugurada en 1997, honra a personas o grupos cuyo trabajo ha profundizado en la comprensión de las humanidades de la nación, ampliado la participación de los ciudadanos en las humanidades, o ayudado a preservar y ampliar el acceso de los estadounidenses a los importantes recursos de las humanidades. Se conceden hasta doce medallas cada año.
La medalla reemplaza al Premio Charles Frankel de las humanidades. El nuevo premio, una medalla de bronce, fue diseñado por David Macaulay, ganador del Premio Frankel en 1995.
El premio lo otorga la National Endowment for the Humanities (Fundación Nacional para las Humanidades) (NEH), que es una agencia federal independiente creada en 1965. Es uno de los mayores financiadores de los programas de humanidades en los Estados Unidos. La medalla la impone el presidente.